# Студенокский сельский совет (Харьковская область)
Студенокский сельский совет — входит в состав Изюмского района Харьковской области Украины.
Административный центр сельского совета находится в селе Студенок.

## Населённые пункты совета
- село Студенок
- село Пасека
- село Яремовка